# Vulvoz
Vulvoz település Franciaországban, Jura megyében. Lakosainak száma 22 fő (2022. január 1.). Vulvoz Larrivoire, Les Bouchoux, Choux és Rogna községekkel határos.

## Népesség
A település népessége az elmúlt években az alábbi módon változott:
| Lakosok száma | 33   | 12   | 11   | 17   | 15   | 18   | 20   | 22   | 20   | 22   |
|               | 1968 | 1982 | 1990 | 2006 | 2013 | 2015 | 2017 | 2019 | 2020 | 2022 |